# Xylocopa chiyakensis
Xylocopa chiyakensis är en biart som först beskrevs av Cockerell 1908.  Xylocopa chiyakensis ingår i släktet snickarbin, och familjen långtungebin. Inga underarter finns listade i Catalogue of Life.